# Chihuahuasalamander
De chihuahuasalamander (Ambystoma rosaceum) is een salamander uit de familie molsalamanders (Ambystomatidae). De soort werd voor het eerst wetenschappelijk beschreven door Edward Harrison Taylor in 1941.

## Verspreiding en leefgebied
Deze soort leeft in delen van zuidelijk Noord-Amerika en is endemisch in Mexico. De salamander komt voor in de staat Chihuahua en hieraan is de Nederlandstalige naam te danken.